# 苏联铁路VM型柴油机车
VM型柴油机车（俄语：Тепловоз ВМ）是苏联铁路的第一代实验性柴油机车车型之一，由科洛姆纳机车厂于1934年研制成功，仅试制一台并未投入批量生产。该型机车是根据交通人民委员部及国家政治保卫总局的指示，在Ээл型柴油机车的基础上研制而成，也是苏联第一种双节式重联的柴油机车，以当时的苏联人民委员会主席维亚切斯拉夫·莫洛托夫命名。

## 技术特点
VM型柴油机车是双节式重联柴油机车，每组机车由两节结构相同而又独立的七轴机车通过联结装置连接而成，两车连接部分设有通过台折棚风挡，每节机车均设有单端司机室，司机可以在任一司机室内同时操纵两节机车，而当需要时两节机车亦能够独立运行。机车采用底架承载结构的棚式车体，车体各项载荷全部由底架承担，车体侧墙和顶盖不参与承载。VM型柴油机车的走行部轴式与蒸汽机车类似，每节机车由前到后分别设有一个二轴导轮转向架、四对动轮和一对从轮。
每节机车装用一台六气缸的42-БМК-6型四冲程柴油机，气缸直径为450毫米，活塞行程为420毫米，额定功率为1050马力，额定转速为每分钟400转，柴油机采用压缩空气启动。传动系统采用直—直流电传动，主要由牵引发电机和牵引电动机组成，柴油机曲轴通过半刚性联轴节传递功率给直流牵引发电机，然后供给四台直流牵引电动机，机车运行时牵引发电机输出电压根据柴油机转速而自动改变。VM型柴油机车采用ГПТ-800/450型牵引发电机，额定功率为796千瓦，由励磁机以串级方式提供励磁电流。牵引电动机为ДПТ-140型直流电动机，额定功率为140千瓦，连接方式为并联电路，采用抱轴式半悬挂、双侧斜齿轮传动。

## 参看
- Ээл型柴油机车
- Ээл8型柴油机车